# Emilio Colombo
Emilio Colombo, född 11 april 1920 i Potenza, Basilicata, död 24 juni 2013 i Rom, var en italiensk politiker för partiet Democrazia Cristiana. Han satt som parlamentsledamot från 1948 till 1992, var Italiens premiärminister 1970–1972 och utrikesminister 1980–1983 och 1992–1993. År 2003 utnämndes han till livstidssenator i Italiens senat.
Colombo var också aktiv i europeisk politik och europeisk integration. Han var ledamot av Europaparlamentet från 1977 till 1980. Från 1977 till 1979 var han Europaparlamentets talman. Han valdes ånyo till ledamot 1989 och satt till 1992.
År 1979 tilldelades Colombo Karlspriset för sin insats för Europa. Colombo innehade storkorset av Republiken Italiens förtjänstorden och var storofficer av Hederslegionen.